# Tasiusaq (Kujalleq)
Tasiusaq (zastarale Tasiussaq, v tunumiitu Tasiisaq) je osada v kraji Kujalleq v Grónsku. Byla založena v roce 1933. Nachází se u fjordu Tasermiut (dánsky Ketils Fjord) na východ od Nanortaliku. V roce 2016 tu žilo 42 obyvatel. V grónštině název Tasiusaq znamená "zátoka s malými zásuvkami".
V oblasti se nachází několik ovčích farem: Nalasut s 10 obyvateli, Saputit se 3 obyvateli a Nuugaarsuk se 4 obyvateli.
Až do roku 2009 patřila osada obci Nanortalik. Dne 1. ledna 2009 se osada stala součástí kraje Kujalleq, když obce Narsaq, Qaqortoq a Nanortalik přestaly existovat jako správní celky.

## Infrastruktury a doprava
V osadě se nachází škola, kostel, obchod se smíšeným zbožím a opravárna. V místní škole s názvem Malakip atuarfia se v roce 2006 učilo 14 žáků. Škola provozuje také kempy u Nuugaarsuku a u fjordu Tasermiut. Škola také slouží jako školka pro nejmladší děti v osadě.
K dispozici je také hostel s šestnácti pokoji. V hostelu jsou k dispozici na vypůjčení koně a tábornické vybavení.

### Doprava
Místní heliport funguje celoročně, přičemž je možné letět z Tasiusaqu do Narsarsuaqu a poté i do zbytku Grónska a Evropy.
Mimo Tasiusaq se nenacházejí žádné silnice vedoucí do jiných osad. Poměrně dobře vyšlapané turistické stezky vedou na sever a západ od města, ale veškerá motorizovaná doprava jedoucí zde musí být terénní.

## Geografie a klima
Osada leží v úžině spojující fjord Disko s Tasiusackým zálivem. Díky své příznivé poloze má mimořádně mírné klima. Na farmách Saputit a Saputit Tasia se provozuje i menší zemědělství.
Přírodní rezervace Qinngua v okolí jezera Tasersuaq je považována za jediné místo s přírodním lesem v Grónsku. V lese se nacházejí subarktické vrbové a březové stromy, které obvykle dosahují výšky několika metrů.

## Počet obyvatel
Počet obyvatel většiny měst a osad v jižním Grónsku klesá v posledních dvou desetiletích, s mnoha osadami rychle zanikajícími. Počet obyvatel Tasiusaqu se snížil o více než 63% vzhledem k úrovni z roku 1990 a o více než 61% oproti roku 2000.

## Okolní osady
| Růžice kompasu | Alluitsup Paa |             | Kulusuk      | Růžice kompasu |
| Růžice kompasu |               | Sever       | Ikerasassuaq | Růžice kompasu |
| Růžice kompasu | Tasiusaq      |             | Ikerasassuaq | Růžice kompasu |
| Růžice kompasu | Jih           |             | Ikerasassuaq | Růžice kompasu |
| Růžice kompasu | Nanortalik    | Narsarmijit | Aappilatoq   | Růžice kompasu |